# 류저우시
류저우(유주, 중국어: 柳州, 병음: Liǔzhōu, 좡어:Liujcouh)는 중국 광시 좡족 자치구의 중북부에 위치한 지급시이다.

## 지리
류저우는 류 강의 기슭에 위치하고 성도 난닝에서 약 255km 떨어져있다. 난닝은 베이징에서는 3535km, 상하이에서는 2033km, 홍콩에서는 727km 떨어져있다. 강에서의 수영은 도시의 전통이다. 여름에 강 상류의 산지에서의 홍수는 토사를 가져와 강물을 누렇게 만든다.

## 기후
| 류저우시의 기후                                               | 류저우시의 기후 | 류저우시의 기후 | 류저우시의 기후 | 류저우시의 기후 | 류저우시의 기후 | 류저우시의 기후 | 류저우시의 기후 | 류저우시의 기후 | 류저우시의 기후 | 류저우시의 기후 | 류저우시의 기후 | 류저우시의 기후 | 류저우시의 기후 |
| 월                                                            | 1월             | 2월             | 3월             | 4월             | 5월             | 6월             | 7월             | 8월             | 9월             | 10월            | 11월            | 12월            | 연간            |
| ------------------------------------------------------------- | --------------- | --------------- | --------------- | --------------- | --------------- | --------------- | --------------- | --------------- | --------------- | --------------- | --------------- | --------------- | --------------- |
| 역대 최고 기온 °C (°F)                                        | 27.8 (82.0)     | 34.4 (93.9)     | 34.1 (93.4)     | 35.6 (96.1)     | 36.7 (98.1)     | 38.0 (100.4)    | 39.1 (102.4)    | 38.9 (102.0)    | 38.5 (101.3)    | 36.0 (96.8)     | 33.1 (91.6)     | 29.1 (84.4)     | 39.1 (102.4)    |
| 일평균 최고 기온 °C (°F)                                      | 14.2 (57.6)     | 16.7 (62.1)     | 19.4 (66.9)     | 25.5 (77.9)     | 29.6 (85.3)     | 31.7 (89.1)     | 33.4 (92.1)     | 33.5 (92.3)     | 31.9 (89.4)     | 28.1 (82.6)     | 22.9 (73.2)     | 17.4 (63.3)     | 25.4 (77.6)     |
| 일일 평균 기온 °C (°F)                                        | 10.6 (51.1)     | 13.0 (55.4)     | 15.8 (60.4)     | 21.6 (70.9)     | 25.4 (77.7)     | 27.7 (81.9)     | 29.1 (84.4)     | 29.1 (84.4)     | 27.4 (81.3)     | 23.4 (74.1)     | 18.2 (64.8)     | 13.0 (55.4)     | 21.2 (70.1)     |
| 일평균 최저 기온 °C (°F)                                      | 8.2 (46.8)      | 10.4 (50.7)     | 13.4 (56.1)     | 18.7 (65.7)     | 22.2 (72.0)     | 24.9 (76.8)     | 26.1 (79.0)     | 25.9 (78.6)     | 24.0 (75.2)     | 20.0 (68.0)     | 15.0 (59.0)     | 10.0 (50.0)     | 18.2 (64.8)     |
| 역대 최저 기온 °C (°F)                                        | −1.3 (29.7)     | 0.0 (32.0)      | 2.3 (36.1)      | 6.7 (44.1)      | 12.2 (54.0)     | 17.7 (63.9)     | 20.0 (68.0)     | 20.0 (68.0)     | 15.0 (59.0)     | 8.3 (46.9)      | 2.9 (37.2)      | −0.5 (31.1)     | −1.3 (29.7)     |
| 평균 강수량 mm (인치)                                         | 61.4 (2.42)     | 43.7 (1.72)     | 101.8 (4.01)    | 135.8 (5.35)    | 241.0 (9.49)    | 330.8 (13.02)   | 187.6 (7.39)    | 174.5 (6.87)    | 81.5 (3.21)     | 53.9 (2.12)     | 58.5 (2.30)     | 47.9 (1.89)     | 1,518.4 (59.79) |
| 평균 강수일수                                                 | 11.7            | 11.7            | 16.8            | 15.9            | 15.7            | 17.2            | 15.0            | 13.1            | 8.3             | 6.0             | 7.8             | 8.0             | 147.2           |
| 평균 강설일수                                                 | 0.4             | 0.1             | 0               | 0               | 0               | 0               | 0               | 0               | 0               | 0               | 0               | 0.1             | 0.6             |
| 평균 상대 습도 (%)                                            | 72              | 73              | 78              | 76              | 75              | 78              | 74              | 73              | 69              | 66              | 68              | 66              | 72              |
| 평균 월간 일조시간                                            | 62.7            | 53.5            | 47.8            | 79.1            | 117.1           | 127.3           | 190.6           | 191.8           | 181.2           | 170.4           | 130.0           | 111.1           | 1,462.6         |
| 가능 일조율                                                   | 19              | 17              | 13              | 21              | 28              | 31              | 46              | 48              | 50              | 48              | 40              | 34              | 33              |
| 출처: 중국기상국 (평년값: 1991년~2017년, 극값: 1971년~2010년) |                 |                 |                 |                 |                 |                 |                 |                 |                 |                 |                 |                 |                 |

## 역사
류저우의 역사는 2100년이 넘었다. 도시는 BC111년에 세워졌고 탄중으로 불렸다. 742년에 룽청으로 불리게 되었고 1736년에 류저우로 개칭되었다. 이곳의 가장 유명한 역사적인 인물은 유종원(773~819)으로 당나라의 정치인이자 시인이었으며 류저우에서 사망했다. 도시에는 그를 기념하는 공원이 있다.

## 경제
류저우는 광시에서 두 번째로 큰 도시이자 지역의 공업 중심지이다. 류저우 정부가 발행한 통계에 따르면 도시의 2004년 GDP는 404억 위안이었다.

## 관광
광시의 다른 지역처럼 류저우 주변의 풍경도 완만한 언덕과 산봉우리, 동굴과 카르스트 풍경이 혼재되어있다. 이것은 이 지역의 소수민족 마을을 탐험하기에 이상적인 토대가 된다.

## 교통
- 류저우 공항
- 샹구이 선(후난 성-광시 좡족 자치구), 자오류 선(자오쭤-류저우), 첸구이 선(구이양-류저우)

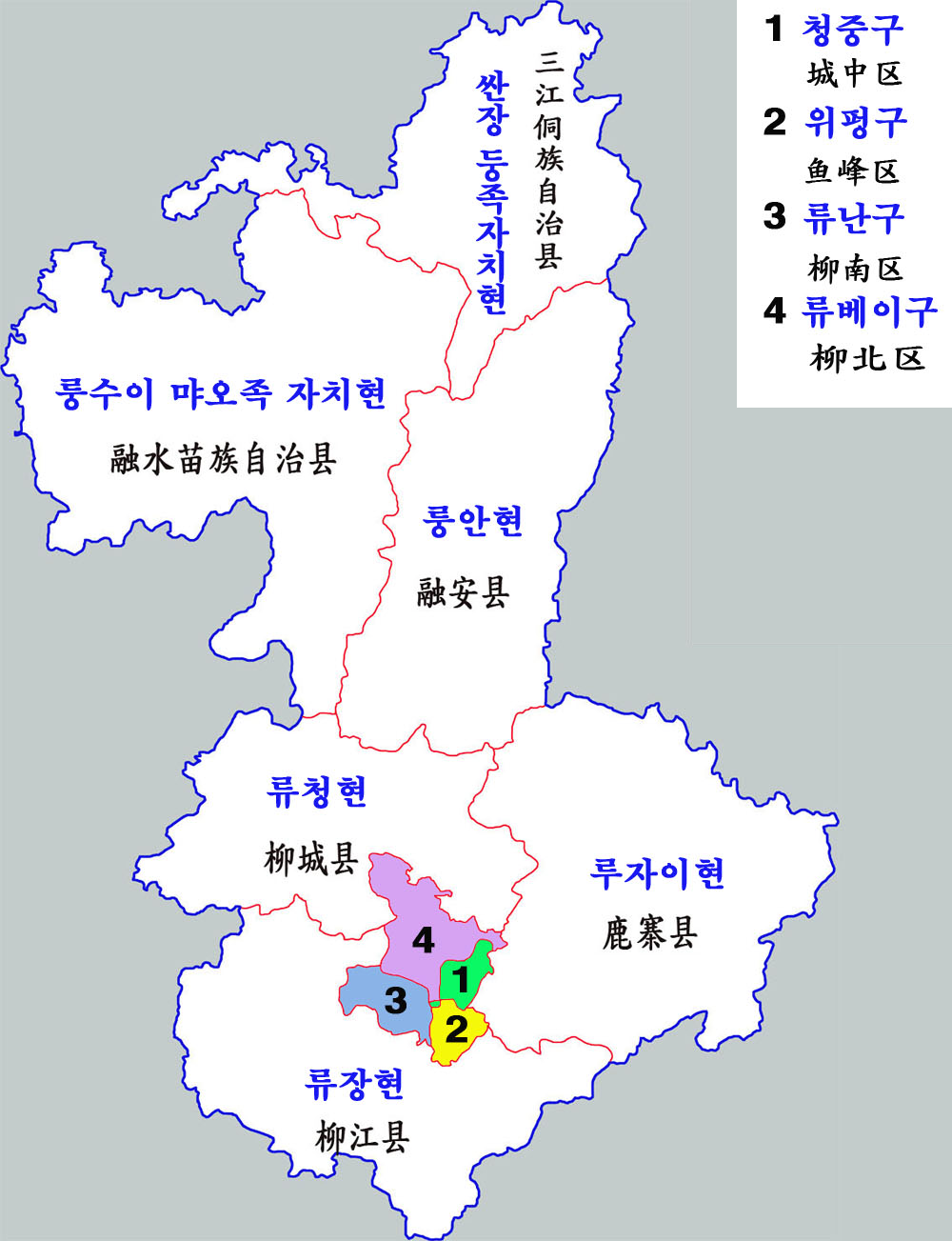
류저우시 현급구역

- 209번 국도

## 행정 구역
5개 시할구, 3개 현, 2개 자치현을 관할한다.

시할구
- 청중 구(城中区)
- 위펑 구(鱼峰区)
- 류베이 구(柳北区)
- 류난 구(柳南区)
- 류장 구(柳江区)

현
- 류청 현(柳城县)
- 루자이 현(鹿寨县)
- 룽안 현(融安县)

자치현
- 룽수이 먀오족 자치현(融水苗族自治县)
- 싼장 둥족 자치현(三江侗族自治县)